# Randy Mamola
Randy Mamola is een Amerikaans voormalig motorcoureur. Tijdens zijn dertienjarige carrière werd hij vier keer tweede in het wereldkampioenschap wegrace en hij eindigde elf keer in de top tien. Daardoor hoort hij tot de beste coureurs die nooit wereldkampioen werden. 
Al tijdens zijn racecarrière raakte hij betrokken bij liefdadigheidsinstellingen. Hij was mede-oprichter van Riders for Health en later van Two Wheels for Life. In 2000 werd hij opgenomen in de AMA-Motorcycle Hall of Fame en in 2018 in de FIM-MotoGP Legends Hall of Fame.

## Carrière
Randy Mamola was in zijn jeugd vooral geïnteresseerd in muziek. Toen hij tien jaar oud was speelde hij al in een band. Op zijn twaalfde raakte hij geïnspireerd door de Californische coureur Kenny Roberts, die toen nog voor Yamaha dirttrackraces reed. Ook Mamola ging dirttracks rijden en toen hij veertien was werd hij al gesponsord door Yamaha. Daarna ging hij wegracen, geholpen door voormalig coureur Ron Grant. In 1976 reed hij voor het eerst in het buitenland, toen Grant hem meenam naar de Marlboro Series in Nieuw-Zeeland, waar Mamola een goede indruk achterliet. 
Nadat hij in 1977 afstudeerde aan de High School ging Randy Mamola zich helemaal richten op de 250cc-wegrace. In zijn eerste jaar eindigde hij achter David Emde als tweede in de eindstand, maar in 1978 werd hij AMA-kampioen. De gelijkenis met de carrière van Roberts leverde hem de bijnaam "Baby Kenny" op. Hij werd opgenomen in het Amerikaanse team dat in 1979 deelnam aan de Anglo-American Match Races. Hier streden de beste Britse en Amerikaanse coureurs op 750cc-machines in zes races om het beste resultaat. Mamola had geen ervaring met zware machines, maar hij werd achter Mike Baldwin de tweede Amerikaan, nog voor oud-wereldkampioen Barry Sheene. 

### Wereldkampioenschap wegrace
1979 (Scuderia Adriatica en Serge Zago)
Mamola begon zijn WK-carrière in het seizoen 1979 bij het Italiaanse Scuderia Adriatica. Dat team reed nog met Yamaha TZ 250's en Yamaha TZ 350's, maar Jan Witteveen was bezig een eigen 250cc-tandemtwin voor het team te ontwikkelen. Mamola debuteerde in de Grand Prix van Venezuela, waar hij in de 350cc-race dertiende werd, maar in de 250cc-race vijfde. In de 350cc-klasse scoorde hij geen punten meer, maar in de 250cc-Duitse GP en de GP des Nations werd hij tweede. Hierna ontstond er onenigheid tussen Mamola en het team, mogelijk omdat de Adriatica 250 klaar was, maar dat Mamola geen vertrouwen in die machine had. In elk geval was het remsysteem niet afgestemd op zijn rijstijl. Hij vertrok naar het Amerikaanse team van Serge Zago, waar Mike Baldwin eerste rijder was. Hij kreeg een Yamaha TZ 250, waarmee hij in de Britse Grand Prix tweede werd. Hij reed eenmalig op een TZ 350, maar toen Baldwin in de Verenigde Staten geblesseerd raakte gaf Zago hem diens Suzuki RG 500. In zijn eerste 500cc-race, de TT van Assen, werd hij dertiende, maar in de Zweedse GP scoorde hij al punten (zesde) en in de GP van Finland schudde hij Barry Sheene af en werd hij tweede achter Boet van Dulmen. In de Franse Grand Prix versloeg hij zijn idool Kenny Roberts door tweede te worden achter Barry Sheene. Mamola sloot het seizoen af als vierde in de 250cc-klasse en als achtste in de 500cc-klasse.
1980 (Heron-Suzuki-GB)
Zijn prestaties leverden Mamola voor het seizoen 1980 een fabriekscontract bij Suzuki op, als vervanger van Barry Sheene bij het Britse Suzuki-team. Zijn teamgenoot werd Graeme Crosby. In de GP des Nations vielen de Suzuki-rijders uit door defecte krukaslagers, maar in de GP van Spanje werd Mamola derde, in de Franse GP tweede, in de TT van Assen vijfde. Hij won de GP van België, waardoor hij als beste Suzuki-rijder nog slechts twaalf punten achter WK-leider Roberts stond. In de Finse GP werd Mamola vierde en hij won de Britse GP na een fel gevecht met Roberts. Het werd nu wel duidelijk dat Mamola de sterkste Suzuki-man was. Franco Uncini stond 20 punten op hem achter. Mamola was ook de enige die Roberts van de wereldtitel af kon houden. Daarmee dwong hij Roberts in de Duitse Grand Prix op de Nordschleife te starten. Roberts had er alles aan gedaan om te voorkomen dat hij daar moest rijden. Hij werd ook slechts vierde, maar Mamola werd vijfde waardoor Roberts toch wereldkampioen was.
1981 (Heron-Suzuki-GB)
In het seizoen 1981 werd Suzuki GB het enige officiële fabrieksteam, waardoor Mamola en Crosby ook de enige fabrieksrijders werden. In de trainingen van de GP van Oostenrijk waren ze de snelsten, maar ook in de race: Mamola won voor Crosby. In de Duitse GP werd Mamola tweede achter Roberts, maar hij behield de leiding in het WK. Die ging even verloren toen hij in de opwarmronde van de GP des Nations een vastloper kreeg, maar in de Spaanse Grand Prix werd hij tweede en Roberts slechts vijfde, waardoor Mamola weer naar de eerste plaats klom. Hij breidde zijn voorsprong uit door de Joegoslavische GP te winnen, maar in de TT van Assen viel hij, waardoor Marco Lucchinelli de WK-leiding overnam. Lucchinelli won ook de GP van België, waar Mamola derde werd. Hoewel Mamola eigenlijk fabrieksrijder was, kreeg ook het team van Gallina fabriekssteun en Lucchinelli stond nu negen punten voor op Mamola. Die werd in de GP van San Marino slechts vierde door een slecht gemonteerde achterband. "Lucky" Lucchinelli won opnieuw. Lucchinelli viel in de Britse GP, maar door de hevige gevechten tussen Roberts en Mamola wist Jack Middelburg aansluiting te houden en te winnen. Roberts werd tweede, Mamola derde. In de GP van Finland wist Mamola met een slecht lopende motor slechts twintig seconden achter Lucchinelli te blijven. Het was nu zeker dat de wereldtitel tussen Lucchinelli en Mamola zou gaan. Het verschil was slechts negen punten. In de natte 500cc-race van de GP van Zweden nam Mamola de leiding, terwijl Lucchinelli slecht startte. Door een lekkende voorvork viel Mamola echter snel terug naar de dertiende plaats. Daardoor was Lucchinelli wereldkampioen. Mamola was 21 jaar oud en voor de tweede keer tweede in het WK. Veel kenners dachten dat het slechts een kwestie van tijd was tot hij ook wereldkampioen zou worden. 
1982 (Heron-Suzuki-GB)
In het seizoen 1982 breidde Suzuki haar fabriekssteun flink uit. Mamola bleef bij het Britse team, nu samen met Virginio Ferrari. Het Suzuki Italia-team onder leiding van Roberto Gallina bestond uit Franco Uncini en Loris Reggiani. De seizoenstart was voor Suzuki echter erg slecht, ook al omdat RSC eindelijk gestopt was met de mislukte Honda NR 500 en met de nieuwe driecilinder Honda NS 500 verscheen, bereden door de jonge Freddie Spencer. In de GP van Argentinië startte Mamola slecht, maar hij wist tot op twee seconden van het leidende trio Roberts, Sheene en Spencer te komen toen zijn schakelstang brak. In de GP van Oostenrijk startten de Suzuki-rijders Mamola, Middelburg, Uncini en Reggiani weer slecht, maar Mamola wist nog als zevende te finishen en Uncini wist zelfs te winnen. Net als de meeste toprijders boycotte hij de Franse Grand Prix. In de GP van Spanje hadden de Suzuki-coureurs weer veel last van valpartijen in de trainingen. Mamola kwalificeerde zich als zevende, maar viel uit met carburatieproblemen. Ook in de GP des Nations viel hij uit. Voor de TT van Assen kreeg Jack Middelburg als thuisrijder fabriekssteun van Suzuki om WK-leider Uncini te ondersteunen. Voor Randy Mamola betekende dit dat hij zijn reservemotor moest afstaan aan Middelburg. De race werd vanwege de regen opgedeeld in twee manches. In de eindstand werd Mamola vijfde. Middelburg werd in de eerste manche vierde nadat hij Uncini netjes voorbij had gelaten en mocht Mamola's Suzuki de rest van het seizoen houden. In de GP van België werd Mamola vijfde, waardoor hij eindelijk doordrong tot de top tien in de WK-stand. In de GP van Joegoslavië werd Mamola zevende, achter zijn eigen reservemachine met Jack Middelburg. In de Britse Grand Prix werd Mamola vijfde. Franco Uncini was feitelijk wereldkampioen. Kenny Roberts kon hem theoretisch nog bedreigen, maar had slechts een week om te herstellen van een verdraaide knie en een geblesseerde pink. Drie dagen na de Britse Grand Prix vertrok Roberts naar de Verenigde Staten nadat hij aan zijn pink geopereerd was en dat was het moment dat Uncini zeker was van zijn titel. Vanaf de Zweedse Grand Prix ging het eindelijk beter met Mamola. Hij reed de snelste ronde en finishte als tweede achter Takazumi Katayama. Ook in de GP van San Marino werd hij tweede en hij won de GP van Duitsland. Hij sloot het seizoen af als zesde in de eindstand. 
1983 (Heron-Suzuki-GB)
Suzuki bracht voor het seizoen 1983 alle fabrieksmachines onder de vlag van het sigarettenmerk HB, dat vooral de Duitse markt bediende. Voor een deel werd het Britse Heron-Suzuki verantwoordelijk en daar bleef Randy Mamola in dienst, maar dit team werd ook verantwoordelijk voor de Duitser Toni Mang. Mang kreeg van het team wel een productieracer om eerst aan het vermogensverschil met een 350cc-motor te kunnen wennen. HB sponsorde ook het Gallina-Suzuki team met Franco Uncini en Loris Reggiani. De fabriek hield wel de touwtjes strak in handen. Het ging echter niet goed met de beide fabrieksteams van Suzuki: Mang kreeg een ski-ongeval voor het seizoen en reed pas eind juli zijn eerste volledige race, Loris Reggiani raakte tijdens de Franse GP ernstig geblesseerd en Franco Uncini werd voor de rest van het seizoen uitgeschakeld bij een ongeval tijdens de TT van Assen. Als vervanger voor Uncini stelde Suzuki-GB Barry Sheene voor, maar Roberto Gallina had een voorkeur voor Sergio Pellandini. De Suzuki-fabriek hakte de knoop door en koos voor Boet van Dulmen. Tijdens de pauze tussen de Belgische- en de Britse GP testte van Dulmen een 1983-fabrieksracer, terwijl Pellandini een 1982-exemplaar kreeg. Aan het einde van het seizoen besloot Suzuki te stoppen met de inzet van een fabrieksteam. Mamola reed een matig seizoen. Hij finishte altijd in de top zeven, maar scoorde slechts vijf podiumplaatsen, nooit hoger dan de tweede plaats. Na het ernstige ongeval van Franco Uncini, die tijdens de TT van Assen aan zijn hoofd werd geraakt door Wayne Gardner, bleef Mamola als enige Suzuki-fabrieksrijder over. Hij sloot het seizoen af als derde in de eindstand.
1984 (HRC)
Hoewel Suzuki officieel gestopt was, kreeg het team van Gallina nieuwe blokken terwijl het Britse Heron het moest doen met machines van 1982 en 1983. Mamola begon het seizoen 1984 zonder motoren. Pas na twee GP's wist hij zich in te kopen bij HRC, dat feitelijk al voorzien was met Freddie Spencer, Ron Haslam en Takazumi Katayama. Mamola kreeg wel volledige fabriekssteun, maar kon alleen een driecilinder Honda NS 500 leasen. In zijn eerste race, de GP van Spanje, versloeg hij zijn teamgenoten al door tweede te worden. In de GP van Oostenrijk reed hij op de tweede plaats, maar hij liet Honda's eerste man Spencer voorgaan. In de GP van Duitsland en de GP van Frankrijk werd hij derde, in de GP van Joegoslavië tweede en hij won de TT van Assen na een fel gevecht met Raymond Roche. In de GP van België werd hij tweede. Hij had al in Frankrijk met de viercilinder Honda NSR 500 getraind, maar in de Britse Grand Prix kreeg hij die machine om Eddie Lawson van de overwinning af te houden nu Spencer met een gebroken sleutelbeen thuis zat. Dat lukte, Mamola won voor Lawson, ondanks het feit dat hij in de 19e ronde een overstekende haas had doodgereden. Mamola klom naar de tweede plaats in het wereldkampioenschap. In de GP van Zweden ontbrak Spencer nog steeds en Mamola was nog de enige Honda-rijder die kans maakte op de wereldtitel. Hij startte weer met zijn NS 500 (beter geschikt voor het circuit), maar viel uit door carburatieproblemen. Daarmee ging de wereldtitel naar Yamaha-rijder Eddie Lawson. Die laatste miste tijdens de afsluitende GP van San Marino de motivatie om te winnen. Mamola won ook die race en sloot het WK voor de derde keer af als tweede.
1985 (HRC)
HRC nam drastische maatregelen om het seizoen 1985 te financieren. Men liet zich voor het eerst in de geschiedenis sponsoren. De hoofdsponsor werd Rothmans. Er werd een nogal ingewikkelde constructie gevonden om de fabrieksracers te verdelen: Freddie Spencer bleef eerste rijder en kreeg aanvankelijk als enige de viercilinder Honda NSR 500. Samen met Randy Mamola stond hij rechtstreeks onder contract bij HRC. Takazumi Katayama stond onder contract bij Rothmans, Wayne Gardner en Ron Haslam stonden onder contract bij Honda-UK en de vreemdste eend in de bijt was Didier de Radiguès, die voor ELF reed maar desondanks een fabrieks-Honda NS 500 kreeg. Ook Mamola kreeg de driecilinder NS 500, met uitzondering (opnieuw) voor de Britse Grand Prix. De eerste helft van het seizoen verliep teleurstellend, zonder podiumplaatsen voor Mamola, maar in de natte TT van Assen won Mamola, die toch niet bekend stond als een begenadigd regenrijder. Hij werd wel geholpen door Christian Sarron, die een inhaalpoging op Boet van Dulmen moest afbreken door zichzelf onderuit te remmen, waarbij hij Freddie Spencer in zijn val meenam. Een tweede geluk voor Mamola was dat hij überhaupt de finish haalde. In de laatste ronde liep zijn driecilinder op slechts twee cilinders door brandstofgebrek. Zijn tank was kleiner gemaakt om ruimte te maken voor een videocamera van Sky Channel. In de GP van België viel hij, maar in de GP van Frankrijk werd hij derde. Inmiddels had hij geklaagd dat er eigenlijk twee competities waren: tussen de viercilinders enerzijds en de driecilinders anderzijds. Toch wist hij de NSR 500 viercilinder tijdens de Britse Grand Prix slechts naar de vijfde plaats te rijden. Hij werd derde in de GP van San Marino, maar eindigde in de WK-stand slechts op de zesde plaats.
1986 (Roberts-Lucky Strike)
Voor het seizoen 1986 zette HRC twee Honda NSR 500's in, maar die gingen naar Freddie Spencer en Wayne Gardner. Yamaha voorzag twee teams van fabrieks-YZR 500's: het Marlboro-Yamaha-team onder leiding van Giacomo Agostini, met Eddie Lawson en Rob McElnea en het Lucky Strike-Yamaha-team onder leiding van Kenny Roberts met Randy Mamola en Mike Baldwin. Mamola's seizoen werd gekenmerkt door slechte starts, maar soms spectaculaire inhaalraces. In de GP des Nations werd hij tweede, maar daarna volgde een aantal slechte starts. In de GP van Duitsland maakte hij niet veel goed (zesde), maar in de GP van Oostenrijk vocht hij zich terug naar de derde plaats en in de GP van Joegoslavië en de TT van Assen naar de tweede plaats. In de Belgische Grand Prix bleek Mamola, in zijn beginjaren huiverig voor natte circuits, zich tot een regenrijder ontwikkeld te hebben. Hij leidde de race van start tot finish. Tijdens de Franse Grand Prix moest het publiek zichzelf 2½ uur vermaken tussen de zijspanrace en de 500cc-race. Na de opwarmronde bleek de koppeling van Randy Mamola niet goed te functioneren en snel werden er nieuwe koppelingsplaten gehaald. Het vervangen kostte slechts enkele minuten, maar met twee Fransen op de eerste startrij (Christian Sarron en Raymond Roche) was de organisatie niet van plan Mamola die tijd ook te gunnen. Enkele seconden voor de Yamaha gerepareerd was werd er gestart, met Mamola als laatste, maar Christian Sarron kreeg zijn machine bijna niet aan de praat en zat vlak voor hem. De ontketende en woedende Mamola begon aan zijn inhaalrace, maar ook Christian Sarron kwam naar voren. Nadat McElnea een fout maakte kwam Mike Baldwin op de tweede plaats terecht, maar hij legde het af tegen Mamola, die tweede werd, en Sarron, die als derde eindigde. Tijdens de training van de Britse Grand Prix liep Mamola bij een val een breukje in zijn schouder op. Na de start werd de race meteen afgebroken vanwege het slechte weer, en bij de herstart wilde Mamola aangeduwd worden omdat hij veel last van zijn schouder had. Dat liet de organisatie niet toe, waardoor hij meteen aan de staart van het veld terechtkwam. Na twee ronden was hij al tiende en hij vocht zich terug naar de vijfde plaats. Met zijn gebroken schouder startte Mamola toch in de Zweedse Grand Prix, omdat hij nog tweede kon worden in het wereldkampioenschap. Hij liet zelfs fysiotherapeut Willy Dungl naar Zweden komen om hem te helpen. Hij kwam echter niet verder dan de achtste plaats. Ook in de GP van San Marino was Mamola nog niet fit. Hij werd derde, maar kon Wayne Gardner niet van de tweede plaats afhouden, zowel in de race als in de eindstand van het wereldkampioenschap.
1987 (Roberts-Lucky Strike)
Dunlop experimenteerde in het seizoen 1987 voor het eerst met bandenwarmers, die in de Formule 1 al gemeengoed waren. Het leverde echter slechts aan één team: het 500cc-Roberts-Lucky Strike-Yamaha-team met o.a. Randy Mamola. Al in de eerste race, de Grand Prix van Japan, waar het nat was, waren de bandenwarmers succesvol. Mamola bouwde in vijf ronden al twintig seconden voorsprong op en won met driekwart minuut voorsprong. In de Spaanse GP was het juist moeilijk om de juiste band te vinden en Mamola kwalificeerde zich slechts als negende en eindigde de race als zesde. Ook in de trainingen van de GP van Duitsland waren er bandenproblemen, maar in de race ging het goed. Mamola werd tweede en omdat Wayne Gardner slecht reed nam hij de toppositie in het WK weer over. In de GP des Nations viel hij na een botsing met Rob McElnea. Daarna volgden de podiumplaatsen elkaar op: tweede in de GP van Oostenrijk en de GP van Joegoslavië, derde in de (deels verregende) TT van Assen. Hier profiteerde hij van de Dunlop-regenbanden en dat gebeurde ook toen hij de GP van Frankrijk won. In de Britse Grand Prix werd hij derde toen hij door kramp in zijn armen Eddie Lawson en Wayne Gardner moest laten gaan. In de GP van Zweden had hij weer last van een arm en hij werd opnieuw derde. In de GP van Tsjecho-Slowakije werd hij vierde. Nadat de Dunlop-regenbanden al goed waren gebleken, gaven ook de slicks in de GP van San Marino de doorslag: Mamola won nadat zowel Lawson als Gardner bandenproblemen kregen. In de GP van Portugal werd hij tweede, geholpen door Kevin Magee, die ook voor Roberts reed en de teambelangen begreep. In de GP van Brazilië werd hij derde, maar daar werd Gardner al wereldkampioen. In de Argentijnse Grand Prix werd hij tweede achter Lawson, maar daardoor behield hij zijn tweede plaats in het WK: slechts een punt voor Lawson.
1988 (Cagiva Corse)
Cagiva Corse probeerde al jaren mee te komen in de 500cc-klasse, maar zelfs met een kopie van de Yamaha YZR 500 was het niet tot successen gekomen. Voor het seizoen 1988 pakte het de zaken groot aan. Randy Mamola en Raymond Roche werden als rijders aangetrokken. Men ging echter ook in zee met bandenfabrikant Pirelli, die vrijwel geen ervaring had. Al in de eerste race, de GP van Japan ging het mis: zowel Mamola als Roche reden tijdens de race de pit in omdat de machines niet te berijden waren. Cagiva legde de schuld bij Pirelli en andersom. Mamola viel tijdens de trainingen van de Amerikaanse Grand Prix en was even bewusteloos, waardoor hij niet kon starten. De officiële lezing van Cagiva was dat de val was veroorzaakt door een losse kettingspanner, maar nadat ook Roche met wegliggingsproblemen de pit binnenkwam ontstond er een ruzie tussen bandenspecialisten en monteurs, waarbij werd geroepen dat Mamola's val was veroorzaakt door een slecht gemonteerde voorvork. Tijdens de GP van Spanje bleek de verstandhouding tussen Mamola en Cagiva ook verstoord. Officieel startte hij niet vanwege de in de VS opgelopen hersenschudding, maar Mamola had intussen getest in Misano en aangegeven dat hij de Pirelli-banden met een ander merk wilde vergelijken. Zo was ook Mamola's afwezigheid tijdens de GP van Portugal officieel te wijten aan een blessure, maar Mamola was het vertrouwen in Cagiva en Pirelli kwijt. Tijdens de GP des Nations verklaarde Mamola dat de banden veel beter waren. Hij werd achtste in de race en teamgenoot Roche werd tiende. In de GP van Duitsland trainde hij als achtste, maar hij viel met technische problemen uit. Tijdens de natte GP van België deden de Pirelli-regenbanden het uitstekend. Mamola scoorde de eerste prodiumplaats voor Cagiva door derde te worden. De machine was door Massimo Tamburini verbeterd met een nieuwe stroomlijnkuip en nu ook technisch verbeterd door testrijder Massimo Broccoli. In de GP van Joegoslavië werd Mamola vierde en in de GP van Frankrijk zesde. Tot topklasseringen kwam het daarna niet meer. Hij sloot het seizoen als twaalfde af, teamgenoot Roche werd twintigste. 
1989 (Cagiva Corse)
In het seizoen 1989 liep zijn tweejarige contract met Cagiva Corse nog door, hoewel Giacomo Agostini Mamola graag gecontracteerd had nu zowel wereldkampioen Eddie Lawson als Didier de Radiguès vertokken waren. Hoewel Cagiva had geïnvesteerd in een injectiesysteem begon het seizoen voor Mamola slecht. Pas in de zesde race (de Duitse Grand Prix) kwamen de eerste punten, maar Mamola besteedde die race voornamelijk om het publiek te vermaken met wheelies en zwaaien. Hij werd twaalfde met een motorfiets die 25 km/uur tekort kwam op de toppers. Met een verbeterde achtervering werd hij in de Joegoslavische Grand Prix zevende, maar dat was het beste resultaat van het hele seizoen. Hij sloot het seizoen af al achttiende.
1990 (Cagiva Corse)
Eind 1989 had teammanager Giacomo Agostini de grootste zak geld van Marlboro, maar hij kon geen coureurs vinden. Hij bood Mamola 6 miljoen dollar, maar die paste. Hij verklaarde dat hij voor het tienvoudige niet voor Agostini zou rijden en bleef bij Cagiva. Het Marlboro-budget ging naar het team van Kenny Roberts. Voor Mamola werd het weer een seizoen met veel uitvallen en zonder podiumplaatsen. Het beste resultaat was de zesde plaats in de Britse Grand Prix en hij sloot het seizoen als veertiende af. 
1992 (Global Motorsports-Budweiser)
Nadat hij het seizoen 1991 had overgeslagen, kwam Mamola in het seizoen 1992 terug met een privé-gesponsorde Yamaha YZR 500 van Global Motorsports, gesponsord door Budweiser. Hij gooide hoge ogen toen hij in de natte Grand Prix van Hongarije een flinke voorsprong nam. Hij werd echter gepasseerd door Doug Chandler, een erkend regenrijder. Toen de baan opdroogde kwamen de rijders die op intermediates gestart waren beter uit de voeten, vooral Eddie Lawson (Cagiva), die bijna een minuut goedmaakte en zowel Mamola als Chandler wist in te halen. Mamola sloot het seizoen af als tiende.

## Na de actieve carrière
Na 1992 werkte Mamola nog als testrijder voor Yamaha en werkte hij als commentator van motorraces en als columnist voor verschillende motorbladen. 

### Liefdadigheid
In 1986 raakten journalist Barry Coleman, diens vrouw Andrea en Randy Mamola betrokken bij de geldinzamelingen voor Save the Children. In 1988 ontdekten ze dat in Mogadishu veel hulpverleningsvoertuigen onbruikbaar waren door gebrekkig onderhoud. Daarop richtten ze Riders for Health op. Die organisatie richt zich juist op het voorzien van voldoende voertuigen (motorfietsen en auto's) en vooral het opzetten van een onderhoudsprogramma. In 1997 werd prinses Anne beschermvrouwe van de organisatie. In 2016 ontstond Two Wheels for Life, feitelijk een voortzetting van "Riders", maar met een sterk ingekrompen staf. Vanaf dat moment werd de organisatie niet meer vanuit het Verenigd Koninkrijk door een staf van 30 personen aangestuurd, maar in elk land afzonderlijk, waardoor overheadkosten bespaard werden. 

### BMW BoxerCup
In 2000 ontstond op instigatie van de Belgische BMW-importeur de BMW BoxerCup. In die klasse werd gereden met de BMW R1100S. Elke coureur kon naar daarkracht zijn machine sneller en lichter (laten) maken. De klasse, die vaak werd gecombineerd met nationale races, werd snel populair en BMW besloot een fabrieksteam in te zetten waar Randy Mamola deel van uitmaakte. Later ontstond de BMW R1100S BoxerCup Replica, een straatlegale machine waarvan elk exemplaar voorzien was van de handtekening van Mamola.

## Wereldkampioenschap wegrace resultaten
|         | 1e | 2e | 3e | 4e | 5e | 6e | 7e | 8e | 9e | 10e |
| Punten: | 15 | 12 | 10 | 8  | 6  | 5  | 4  | 3  | 2  | 1   |

|         | 1e | 2e | 3e | 4e | 5e | 6e | 7e | 8e | 9e | 10e | 11e | 12e | 13e | 14e | 15e |
| Punten: | 20 | 17 | 15 | 13 | 11 | 10 | 9  | 8  | 7  | 6   | 5   | 4   | 3   | 2   | 1   |

(Races in vet zijn polepositions; races in cursief geven de snelste ronde aan.)
| Jaar | Klasse | Team                 | Motorfiets           | 1       | 2       | 3       | 4       | 5       | 6       | 7       | 8       | 9       | 10      | 11      | 12      | 13      | 14      | 15      | Punten | Plaats                           | Winst |                                                 | Wereldkampioen |
| ---- | ------ | -------------------- | -------------------- | ------- | ------- | ------- | ------- | ------- | ------- | ------- | ------- | ------- | ------- | ------- | ------- | ------- | ------- | ------- | ------ | -------------------------------- | ----- | ----------------------------------------------- | -------------- |
| 1979 | 250 cc | Adriatica            | Bimota-Yamaha TZ 250 | VEN 5   |         | DUI 2   | NAT 2   |         |         |         |         |         |         |         |         |         |         |         | 64     | 4e                               | 0     | Kork Ballington, Kawasaki KR 250                |                |
| 1979 | 250 cc | Serge Zago           | Yamaha TZ 250        |         |         |         |         | SPA 8   | JOE 10  | NED 7   | BEL DNS | ZWE DNF | FIN DNF | GBR 2   | TSL 5   | FRA 4   |         |         | 64     | 4e                               | 0     | Kork Ballington, Kawasaki KR 250                |                |
| 1979 | 350 cc | Adriatica            | Bimota-Yamaha TZ 350 | VEN 13  | OOS DNF | DUI DNF | NAT DNF |         |         |         |         |         |         |         |         |         | 0       | -       | 0      | Kork Ballington, Kawasaki KR 350 |       |                                                 |                |
| 1979 | 350 cc | Serge Zago           | Yamaha TZ 350        |         |         |         |         | SPA -   | JOE DNF | NED -   |         |         | FIN -   | GBR -   | TSL -   | FRA -   | 0       | -       | 0      | Kork Ballington, Kawasaki KR 350 |       |                                                 |                |
| 1979 | 500 cc | Serge Zago           | Suzuki RG 500        | VEN -   | OOS -   | DUI -   | NAT -   | SPA -   | JOE -   | NED 13  | BEL DNS | ZWE 6   | FIN 2   | GBR DNF |         | FRA 2   | 29      | 8e      | 0      | Kenny Roberts, Yamaha YZR 500    |       |                                                 |                |
| 1980 | 500 cc | Heron-Suzuki GB      | Suzuki RG 500        | NAT DNF | SPA 3   | FRA 2   |         | NED 5   | BEL 1   | FIN 4   | GBR 1   |         | DUI 5   |         |         |         |         |         | 72     | 2e                               | 2     | Kenny Roberts, Yamaha YZR 500                   |                |
| 1981 | 500 cc | Heron-Suzuki GB      | Suzuki RG 500        |         | OOS 1   | DUI 2   | NAT DNF | FRA 2   |         | JOE 1   | NED DNF | BEL 3   | SMR 4   | GBR 3   | FIN 2   | ZWE 13  |         |         | 94     | 2e                               | 2     | Marco Lucchinelli, Suzuki RG 500                |                |
| 1982 | 500 cc | Heron-Suzuki GB      | Suzuki RG 500        | ARG DNF | OOS 7   | FRA DNS | SPA DNF | NAT DNF | NED 5   | BEL 5   | JOE 7   | GBR 5   | ZWE 2   |         |         | SMR 2   | DUI 1   |         | 65     | 6e                               | 1     | Franco Uncini, Gallina-Suzuki RG 500            |                |
| 1983 | 500 cc | Heron-Suzuki GB      | Suzuki RG 500        | ZAF 5   | FRA DNS | NAT 2   | DUI 7   | SPA 4   | OOS 3   | JOE 2   | NED 4   | BEL 3   | GBR 3   | ZWE 7   | SMR 5   |         |         |         | 89     | 3e                               | 0     | Freddie Spencer, HRC-Honda NS 500               |                |
| 1984 | 500 cc | HRC                  | Honda NS 500         | ZAF DNS | NAT DNS | SPA 2   | OOS 3   | DUI 3   | FRA 3   | JOE 2   | NED 1   | BEL 3   |         | ZWE DNF | SMR 1   |         |         |         | 111    | 2e                               | 3     | Eddie Lawson, Yamaha YZR 500                    |                |
| 1984 | 500 cc | HRC                  | Honda NSR 500        |         |         |         |         |         |         |         |         |         | GBR 1   |         |         |         |         |         | 111    | 2e                               | 3     | Eddie Lawson, Yamaha YZR 500                    |                |
| 1985 | 500 cc | HRC                  | Honda NS 500         | ZAF 5   | SPA DNF | DUI 8   | NAT 4   | OOS 4   | JOE DNF | NED 1   | BEL DNF | FRA 3   |         | ZWE 5   | SMR 3   |         |         |         | 72     | 6e                               | 1     | Freddie Spencer, HRC-Honda NSR 500              |                |
| 1985 | 500 cc | HRC                  | Honda NSR 500        |         |         |         |         |         |         |         |         |         | GBR 5   |         |         |         |         |         | 72     | 6e                               | 1     | Freddie Spencer, HRC-Honda NSR 500              |                |
| 1986 | 500 cc | Roberts-Lucky Strike | Yamaha YZR 500       | SPA 4   | NAT 2   | DUI 6   | OOS 3   | JOE 2   | NED 2   | BEL 1   | FRA 2   | GBR 5   | ZWE 7   | SMR 3   |         |         |         |         | 105    | 3e                               | 1     | Eddie Lawson, Agostini-Yamaha YZR 500           |                |
| 1987 | 500 cc | Roberts-Lucky Strike | Yamaha YZR 500       | JAP 1   | SPA 6   | DUI 2   | NAT DNF | OOS 2   | JOE 2   | NED 3   | FRA 1   | GBR 3   | ZWE 3   | TSL 4   | SMR 1   | POR 2   | BRA 3   | ARG 2   | 158    | 2e                               | 3     | Wayne Gardner, HRC-Honda NSR 500                |                |
| 1988 | 500 cc | Cagiva Corse         | Cagiva C588          | JAP DNF | VST DNS | SPA DNS | POR DNS | NAT 7   | DUI DNF | OOS DNF | NED DNF | BEL 3   | JOE 4   | FRA 6   | GBR 11  | ZWE 10  | TSL DNF | BRA DNF | 58     | 12e                              | 0     | Eddie Lawson, Agostini-Yamaha YZR 500           |                |
| 1989 | 500 cc | Cagiva Corse         | Cagiva C589          | JAP 16  | AUS DNF | VST DNF | SPA DNF | NAT DNF | DUI 12  | OOS DNF | JOE 7   | NED 11  | BEL 23  | FRA 11  | GBR DNS | ZWE DNS | TSL 11  | BRA 11  | 33     | 18e                              | 0     | Eddie Lawson, Kanemoto Racing-HRC-Honda NSR 500 |                |
| 1990 | 500 cc | Cagiva Corse         | Cagiva C590          | JAP DNF | VST 7   | SPA DNS | NAT 7   | DUI 9   | OOS 10  | JOE DNF | NED 18  | BEL DNF | FRA 7   | GBR 6   | ZWE DNF | TSL 11  | HON DNF | AUS DNS | 55     | 14e                              | 0     | Wayne Rainey, Yamaha YZR 500                    |                |
| 1992 | 500 cc | Global Motorsports   | Yamaha YZR 500       | JAP 5   | AUS 8   | MAL 7   | SPA 8   | ITA 10  | EUR 9   | DUI DNS | NED 5   | HON 3   | FRA 8   | GBR DNF | BRA 10  | ZAF DNF |         |         | 45     | 10e                              | 0     | Wayne Rainey, Yamaha YZR 500                    |                |

## Trivia

### Activisme
In de jaren zeventig en -tachtig waren er soms nog wel eens problemen tussen organisatoren en coureurs. Mamola was nooit leidend in rijdersstakingen of boycots, maar wel solidair met zijn collega's.
Boycot Belgische Grand Prix
Hoewel de FIM het circuit vijf weken voor de Belgische Grand Prix van 1979 gehomologeerd had, ontdekten de coureurs dat er een week later nog niet eens een toplaag op het asfalt was aangebracht. Toen die er wel was bleek het circuit zo glad dat de zijspannen snellere trainingstijden reden dan de 500cc-klasse. Mamola vertrok net als alle toprijders en de Grand Prix werd verreden door een tiental privérijders. 
Professional Riders Association
Op 5 januari 1980 tekenden 15 coureurs, waaronder Kenny Roberts, Barry Sheene, Virginio Ferrari, Franco Uncini, Graziano Rossi, Christian Sarron, Randy Mamola, Boet van Dulmen en Jack Middelburg, een contract voor de officiële oprichting van de Professional Riders Association. Daarmee verbonden ze zich aan Roberts en manager Barry Coleman en hun "World Series of Motorcycle Racing". Ze mochten niet meer deelnemen aan Grands Prix van de FIM op straffe van een boete van 100.000 dollar per evenement. Belangrijke "weigeraars" waren Johnny Cecotto en Wil Hartog, die wel in de WK-GP's wilden starten. Omdat er echter nog geen enkel contract met een circuit of een organisator was, werd de zaak een week later al genuanceerd: men mocht in FIM-races starten, behalve in de GP van Venezuela (hoge reiskosten), de GP van Duitsland (te gevaarlijk), de GP van België als die op het Circuit Spa-Francorchamps zou plaatsvinden (te glad asfalt), de GP van Zweden (te weinig publiek), de GP van Finland (te gevaarlijk en door het wegvallen van Zweden ook te hoge reiskosten) en de GP van Tsjecho-Slowakije (te gevaarlijk). De rijders die dat wilden mochten wel in hun thuis-Grand Prix starten. Overigens "vergat" Jan Muis, de manager van Boet van Dulmen en Jack Middelburg, de contracten naar Coleman terug te sturen. Dat bespaarde hen veel problemen toen de fabrieken zich achter de FIM schaarden en de PRA-coureurs hun "World Series" zonder motorfietsen moesten aanvangen. Tijdens een vergadering tussen vertegenwoordigers van de PRA en de FIM nam de FIM-voorzitter Rodil del Valle een hard standpunt in. Hij droeg de nationale bonden op de banden met de World-Series-leden te verbreken, waardoor de coureurs nu definitief aan de FIM vastzaten. WS-rijders die met toestemming van de PRA aan lucratieve Grands Prix wilden deelnemen kregen geen FIM-startlicentie en konden daar dus niet starten. Wel leverde het gesprek een paar positieve zaken op: start- en prijzengelden werden drastisch verhoogd en de Belgische Grand Prix verhuisde naar het circuit van Zolder.
Boycot Franse Grand Prix
De Fédération Française de Motocyclisme wees de Franse GP van 1982 toe aan het circuit van Nogaro, hoewel daar in het seizoen 1978 al fel tegen geprotesteerd was en er ook veel valpartijen waren geweest. Het rennerskwartier was er te klein, de baan te smal en het wegdek slecht. De coureurs hadden in 1981 al tegen de toewijzing geprotesteerd. Organisator André Divies beloofde verbeteringen, maar verklaarde later dat het circuit die niet kon betalen. Bij aankomst mochten de eerste teams niet het circuit op en daarna constateerden ze dat de voorzieningen nog steeds slecht en de baan te hobbelig en te glad was. De fabrieksrijders staakten en kregen daarbij steun van hun teams. 
Grand Prix van Argentinië
Net als veel andere rijders wilde Mamola de Argentijnse GP van 1987 boycotten vanwege de slechte staat van het circuit. Een algehele boycot zou Eddie Lawson ook beletten de tweede plaats in WK van hem over te nemen. De race ging door, maar Mamola uitte zijn ongenoegen door voor de start tegen de strobalen te urineren. 

### Probleem voor Espié
Thierry Espié was aan het seizoen begonnen zonder sponsors en dus zonder geld. Hij had van Alain Chevallier een machine gekregen, maar tijdens de GP van Duitsland, toen Espié geblesseerd was, was het frame uitgeleend aan Randy Mamola, die ermee trainde. Mamola had tijdens de GP des Nations het frame nog steeds in zijn bezit, waardoor Espié zonder motorfiets zat. Serge Rosset van ELF stelde hem een machine ter beschikking, maar die had een fabrieks-Honda NS 500-blok. Daarop kwam het teammanagement van HRC in het geweer: de fabrieksmotor mocht alleen gebruikt worden door Didier de Radiguès of Christian Le Liard. Espié kon dus niet deelnemen. Intussen profiteerde HRC van de ervaringen van Mamola met het frame, net zoals het deed met de Bakker-frames die Takazumi Katayama gebruikte. 

### Publiekslieveling
Mamola was door zijn karakter al een publiekslieveling, maar hij vond het ook leuk om het publiek te vermaken. Tijdens de trainingen van de TT van 1988 liep hij rond met een reusachtige, door Jos Schurgers gemaakte helm. Tijdens de Duitse Grand Prix van 1989 werd hij, terwijl hij in gevecht was met Ernst Gschwender, toegejuicht omdat hij voortdurend wheelies maakte en zelfs naar het publiek zwaaide. Tijdens de TT van 1989 had hij al een klompendans voor het publiek opgevoerd, maar tijdens de opwarmronde ging het fout: hij maakte een wheelie maar trok daarbij zijn Cagiva achterover.

### Ferrari
Een week voor de Duitse GP van 1989 kreeg Randy Mamola van Cagiva Corse de Ferrari Testarossa die hem beloofd was als hij een podiumplaats zou halen. Dat had hij gedaan in de GP van België van 1988.